# Tonalismo
O tonalismo foi um estilo artístico que surgiu na década de 1880, quando artistas americanos começaram a pintar formas de paisagem com um tom geral de atmosfera colorida ou névoa. Entre 1880 e 1915, tons escuros e neutros, como cinza, marrom ou azul, muitas vezes dominaram as composições de artistas associados ao estilo. Durante o final da década de 1890, os críticos de arte americanos começaram a usar o termo "tonal" para descrever essas obras, bem como os sinônimos menos conhecidos Quietismo e Intimismo. Dois dos principais pintores associados foram George Inness e James McNeill Whistler.
O tonalismo às vezes é usado para descrever paisagens americanas derivadas do estilo francês barbizônico, que enfatizava o humor e a sombra. O tonalismo acabou sendo eclipsado pelo impressionismo e pelo modernismo europeu.
O tonalismo australiano surgiu como um movimento artístico em Melbourne durante a década de 1910.

## Artistas associados
- Willis Seaver Adams
- Joseph Allworthy
- Edward Mitchell Bannister
- Clarice Beckett
- Ralph Albert Blakelock
- Emanuele Cavalli
- Jean-Charles Cazin
- Colin Colahan
- Paul Cornoyer
- Bruce Crane
- Leon Dabo
- Elliott Daingerfield
- Angel De Cora
- Charles Melville Dewey
- Thomas Dewing
- Charles Warren Eaton
- Henry Farrer
- Edith Loring Getchell
- Percy Gray
- L. Birge Harrison
- Arthur Hoeber
- George Inness
- William Keith
- Percy Leason
- Xavier Martínez
- Arthur Frank Mathews
- Max Meldrum
- Robert Crannell Minor
- John Francis Murphy
- Frank Nuderscher
- Fausto Pirandello
- Henry Ward Ranger
- Granville Redmond
- Albert Pinkham Ryder
- William Sartain
- Edward Steichen
- Dwight William Tryon
- John Twachtman
- Clark Greenwood Voorhees
- James McNeill Whistler
- Alexander Helwig Wyant
- Raymond Dabb Yelland

## Galeria

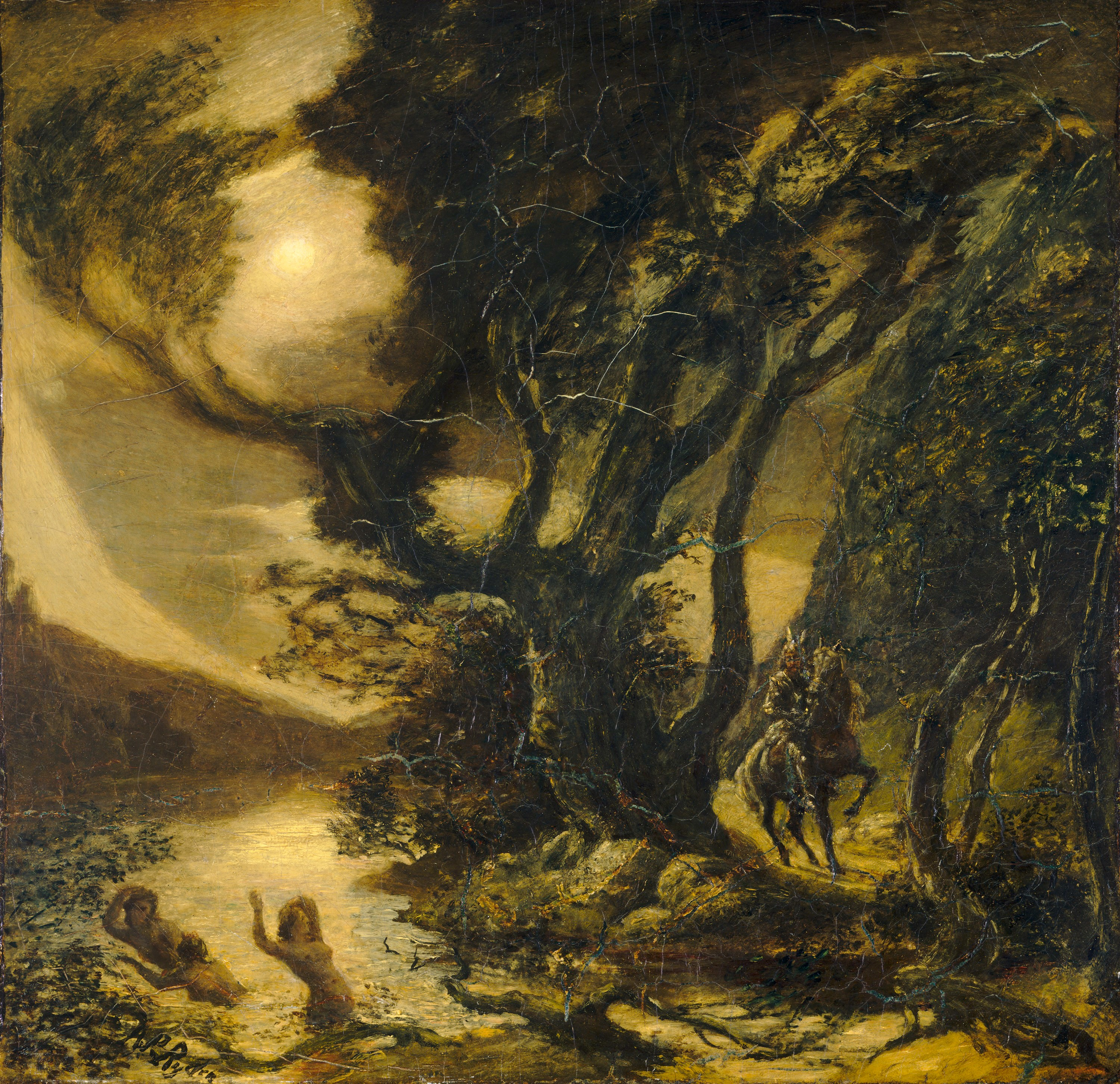
Albert Pinkham Ryder, Siegfried e as Donzelas do reno (1888 - 1891), National Gallery of Art, Washington, DC
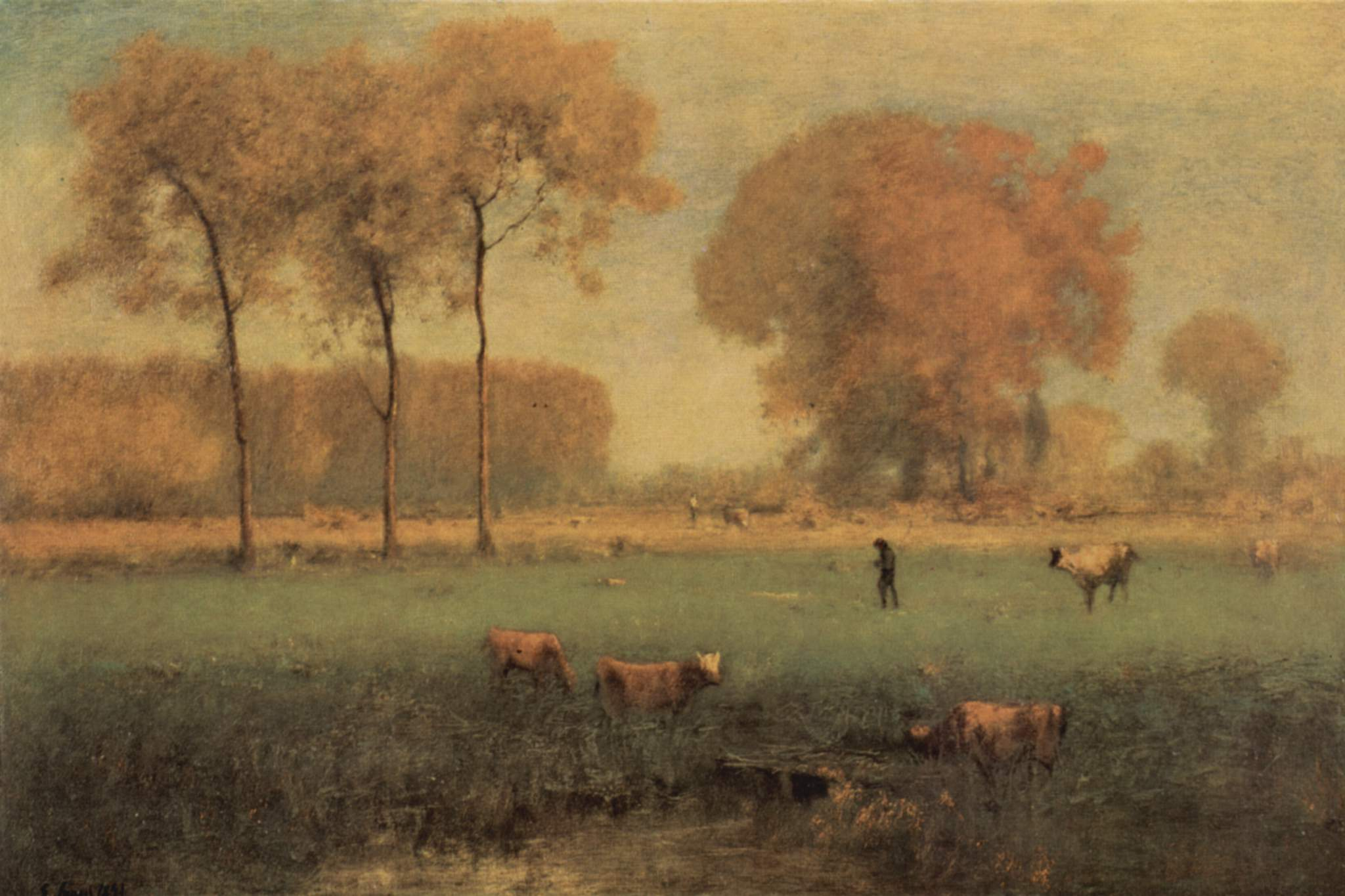
George Inness, Paisagem de Verão, 1894
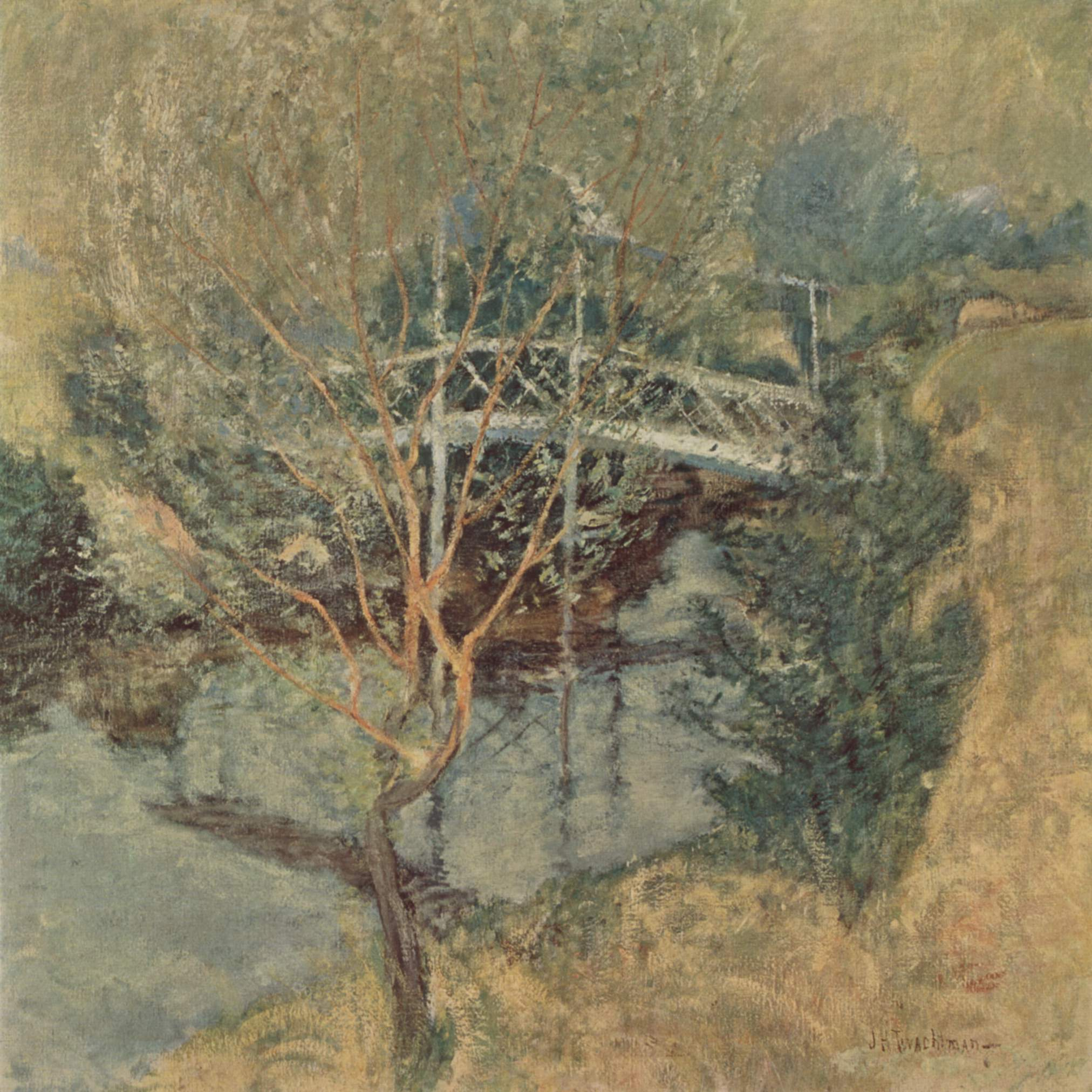
John H. Twachtman, A Ponte Branca, ca. 1895, Minneapolis Institute of Arts
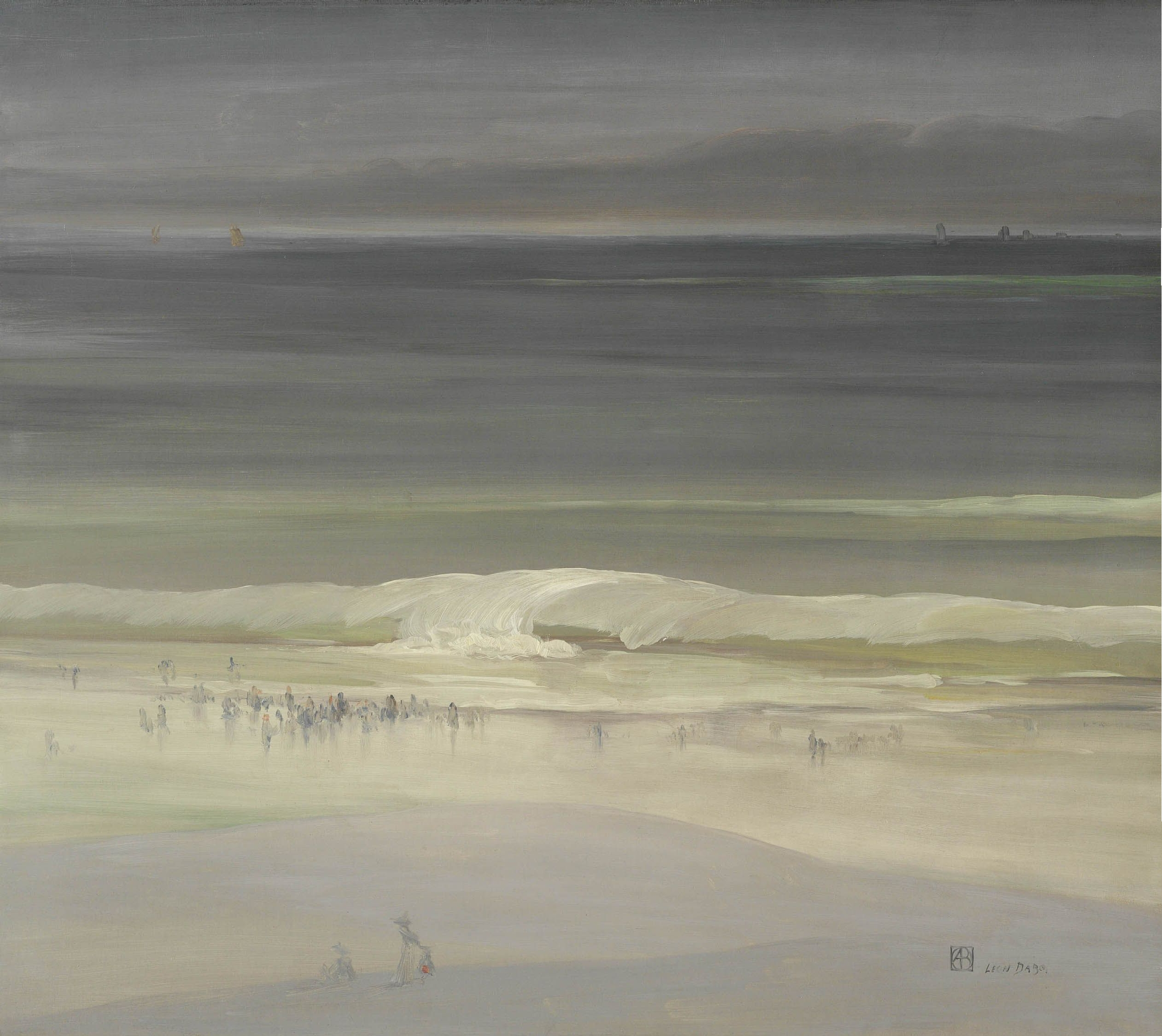
Leon Dabo, À Beira-Mar, ca. 1900; Óleo sobre masonite masonite; 76.8 x 86.4 cm